# Fedor von Goldammer
Fedor von Goldammer (* 15. Mai 1809 in Tzschernitz; † 3. Januar 1862 in Odenkirchen) war Bürgermeister in Grevenbroich und ab 1858 in Odenkirchen im Regierungsbezirk Düsseldorf.

## Leben
Fedor war der Sohn des Johann Christian Friedrich von Goldammer (* 18. April 1769 in Klosterbuch; † 2. April 1847 in Plauen) und der Clementine, geborene Freiin von Dyhrn aus dem Hause Tschernitz.
Fedor von Goldammer heiratete Antoinette Scheermann (1818–1846) und nach deren Tod Amalie Quack (1808-1886). Aus der ersten Ehe entstammt Friedrich Franz Benno Fedor, der am 6. Februar 1841 in Grevenbroich geboren wurde. Goldammer hatte als Sekondeleutnant und zuletzt als Kompanieführer in der Preußischen Armee gedient, als er bei Ausscheiden von der Regierung zum Bürgermeister in Grevenbroich ernannt wurde. Zwischen 1839 und 1850 bekleidete Goldammer das Amt des Bürgermeisters in Grevenbroich und war damit Leiter der Verwaltung.
Da die Besoldung des Bürgermeisters nicht sehr hoch war, übernahm er in der Folge auch das Amt des Bürgermeisters in den benachbarten Gemeinden Elsen und Frimmersdorf. Um sein Gehalt noch weiter aufzubessern, betätigte sich Goldammer auch als Postexpediteur. In seinem Haus auf der Lindenstraße warteten die Fahrgäste auf die Pferdepost, die zwischen Köln und Fürth verkehrte, wo sie Anschluss an die Linie Düsseldorf-Aachen fand.
Nachdem Goldammer aus dem Amt des Bürgermeisters in Grevenbroich ausgeschieden war, wurde der einheimische Fabrikant Johann Theodor Wilbertz zu seinem Nachfolger bestimmt. Goldammer übernahm dann das Amt des Bürgermeisters in Odenkirchen, wo er am 3. Januar 1862 verstarb.

## Quelle
- Gothaisches Genealogisches Taschenbuch der Adeligen Häuser—Alter Adel und Briefadel. Herausgegeben von Justus Perthes, Gotha, 19. Jahrgang, 1927, S. 293–295.

| Personendaten    | Personendaten                                           |
| ---------------- | ------------------------------------------------------- |
| NAME             | Goldammer, Fedor von                                    |
| KURZBESCHREIBUNG | Bürgermeister in Grevenbroich und später in Odenkirchen |
| GEBURTSDATUM     | 15. Mai 1809                                            |
| GEBURTSORT       | Tschernitz                                              |
| STERBEDATUM      | 3. Januar 1862                                          |
| STERBEORT        | Odenkirchen                                             |